# Банковский, Юрий Адамович
Юрис (Юрий) Адамович Банковский(с) (латыш. Juris Bankovskis), (22 декабря 1927, пос. Бобровица, Черниговская область) — 28 января 2003) — латвийский и советский химик, академик АН Латвийской ССР (1982). 

## Биография
Родился в пос. Бобровица Черниговской области.
После окончания Латвийского государственного университета (1948) — в Институте неорганической химии АН Латвийской ССР (с 1998 г. — Институт неорганической химии Рижского технического университета): аспирант, младший научный сотрудник, в 1958—1997 зав. лабораторией внутрикомплексных соединений.
Юрий Антонович с 1948 года занимался исследованиями химии комплексных соединений, которые получили практическое применение в методах разделения и определения малых концентраций металлов и неметаллов.
В 1952 г. защитил кандидатскую диссертацию, в 1968 г. — докторскую диссертацию на тему «Меркаптохинолины и их взаимодействие с ионами металлов».
Доктор химических наук, профессор, академик Академии наук Латвийской ССР (1982).
С 1997 г. эмеритированный профессор.

## Вклад в науку
Разработал экстракционно-фотометрические и радиохимические методы определения микроколичеств ряда элементов. Предложил методы концентрирования ультрамикроколичеств тяжелых металлов и реагенты для концентрирования микроколичеств ионов. Основоположник химии 8-меркаптохинолина.
Его работы в химии особо чистых веществ имели большое значение для развития атомной энергетики, полупроводниковых приборов, применении редких и редкоземельных элементов в народном хозяйстве. Найденные его лабораторией ценные вещества-комплексообразователи способны очищать металлы от микропримесей.
Автор 750 научных публикаций, 19 авторских патентов.

## Награды
Лауреат Госпремии Латвийской ССР (1967), премии Густава Ванага. Награждён орденом Трудового Красного Знамени. Заслуженный деятель науки Латвийской ССР.